# Christian Benedikt Michaelis
Christian Benedikt Michaelis, auch Christian Benedict Michel (* 26. Januar 1680 in Ellrich; † 22. Februar 1764 in Halle (Saale)), war ein deutscher Orientalist und evangelischer Theologe.

## Leben
Christian Benedikt Michaelis war der Sohn des Weißbäckermeisters Johannes Michel (1648–1710) und dessen Frau Anna Catharina, Tochter des Johann Valentin Michaelis und dessen Frau Sophia (geb. Schmidt). Michaelis erhielt seinen ersten Unterricht im Heimatort. 1694 nahm ihn sein Onkel, der Theologe Johann Heinrich Michaelis, zu sich nach Halle. Von diesem und Hauslehrern wurde er in den orientalischen Sprachen unterrichtet, so dass er bald die Bibel im Urtext lesen konnte. Anschließend beschäftigte er sich mit dem Talmud und der Geschichte des jüdischen Glaubens. Um seine lateinischen Kenntnisse zu erweitern, bezog er das Pädagogium in Glaucha, wo Kaspar Stieler (1632–1707) sein Lehrer war.
1697 wechselte er an das Gymnasium in Gotha und wurde dort vom damaligen Rektor Gottfried Vockerodt (1665–1727) auf ein Hochschulstudium vorbereitet. So bezog er zu Ostern 1699 die Universität Halle, um ein theologisches Studium zu absolvieren. Nachdem er theologische und philosophische Vorlesungen bei Joachim Justus Breithaupt, August Hermann Francke, Johann Franz Buddeus, Paul Anton, Christoph Cellarius und anderen besucht hatte, wurde er nach einem halben Jahr Aufenthalt in Halle in das theologische Seminar aufgenommen. 1701 begab er sich nach Frankfurt am Main und beteiligte sich an der Herausgabe der äthiopischen Schriften Hiob Ludolfs.
Zurückgekehrt nach Halle, trat er in das von Francke 1702 gegründete Collegium Orientale ein, bildete sich bei Salomo Negri (um 1665–1729) im Arabischen und erwarb 1706 mit der Dissertation De historia linguae Arabicae den akademischen Grad eines Magisters der Philosophie. 1708 wurde er als Adjunkt an die philosophische Fakultät der Universität Halle aufgenommen, wurde 1713 außerordentlicher Professor der Philosophie, 1714 ordentlicher Professor der Philosophie und erhielt 1715 die Aufsicht über die Hallenser Universitätsbibliothek. 1730 nahm ihn die Sozietät der Wissenschaften in ihre Reihen auf, 1731 wurde er Professor der Theologie in Halle und wurde 1738 auch Professor der orientalischen Sprachen. 1739 promovierte er zum Doktor der Theologie.
Michaelis hatte sich vor allem auf dem Gebiet der orientalischen Philologie hervorgetan, aber auch zur Exegese und Textkritik des Alten Testaments gearbeitet. Zudem beteiligte er sich an den organisatorischen Aufgaben der Hallenser Alma Mater. So war er 1724/25, im Wintersemester 1736 und 1752/53 als Prorektor der Hochschule tätig gewesen. Nachdem sein fünfzigjähriges Amtsjubiläum als äußerst beliebter Professor gefeiert wurde, verstarb er und wurde auf dem halleschen Stadtgottesacker bestattet. Sein Grab befindet sich im Gruftbogen 92, Grabinschriften sind nicht mehr erhalten.

## Familie
Michaelis heiratete 1715 Dorothea Hedwig (1692–1736), Tochter des kurfürstlich Braunschweig-Lüneburgischen Hofrats und Kanzlers in Celle, zuletzt Vikar des Domstifts in Bardowick Anton Georg Heldberg (1647–1714) und dessen Frau Dorothea Elisabeth Crauel (1666–1720). Seine Söhne Johann David Michaelis (1717–1791) und der Jurist August Benedikt Michaelis (1725–1768) überlebten ihren Vater.

## Werke

### Als Autor
Monographien
- Dissertatio philologica qua nova hypothesis etymologica Hebraea de vocumseminibus ac litterarum significatione hieroglyphica modeste expenditur. Halle 1709
- Uberiores adnotationes philologico-exegeticae in hagiographos Vet[eris] Testamenti libros. Halle 1720
- Commentatio apologetica, qua falso adserta origo linguae Hebraeae ex Graeca convellitur. Halle 1727
- Epistola de herba Borith ex Jer. 2,22 et Malach. 3,2. Halle 1728
- Catalogus Bibliothecae Gundlingianae. Halle 1731
- Prolegomena in Jeremiam prophetam. Halle 1733
- Oratio solemnis de Daniele, laudabili exemplo typoque triennii academici. Halle 1736
- Syriasmus, id est, Grammatica lingua Syriacae, cum fundamentis necessariis, tum paradigmatibus plenioribus, tum denique ubere syntaxi, et idiomatobus lingua, instructa. Halle 1741
- Bedencken über Christian Wilhelm Christliebs Kurtzen Auszug aus den Selichoth oder Jüdischen Bußgebeten, betreffend die von diesem Verfasser angegebene grobe Lästerungen gegen Christum und die Christenheit, die sich in solchen Gebeten befinden sollen. Halle 1745
- Tractatio critica de variis lectionibus Novi Testamenti caute colligendis et diiudicandis. Halle 1749

Herausgeberschaft
- Biblia sacra tam Veteris quam Novi Testamenti, cum Apocryphis, secundum fontes Hebraicos et Graecos ad optimos codices collata. Züllichau 1740–1741
- Johann Albert Bengelius: Tractatio de sinceritate novi testamenti Graeci tuenda. Halle 1750
- Lambert Bos: Ellipses Graecae, sive de vocibus, quae in sermone Graeco supprimuntur. Halle 1765

Beiträge in Schulprogrammen
- In confessionem Jobi de Christo a se olim in carne videndo. Halle 1719
- Spes viva laetae resurrectionis ex dominica resurrectione emergens. Halle 1730
- Aenigma propheticum Jerem. 31, 22. Femina circumdatur virum, in nativitate Christum solutum. Halle 1730
- De Christo, filio hominis. Halle 1736
- Naturalia quaedam et artificialia S.. Codicis ex Alcorano illustrans. Halle 1736
- De vaticinio Amosi Prophetae. Halle 1736
- Ritualia quaedam S. Codicis ex Alcorano illustans. Halle 1736
- De paronomasia sacra. Halle 1737
- Quo Soloecismus casuum ab Ebraismo S. Codicis Ebraei depellitur. Halle 1739
- Qua Soloecismus generis ab Synaxi S. Codicis Ebraei depellitur. Halle 1739
- Continens meditationem in Ps. 87. Halle 1740
- Paradoxum propheticum Joël 4, 18: de fonte ex demo domini profluente, irrigaturo vallem Sittim. Halle 1745
- De Judaeorum adnuntiatione paschali. Halle 1745
- De nota characteristica filiorum die. Halle 1745
- Super Jes. 53,8. de laeta Christi, post passiones et mortem resurgentis; catastrophe. Halle 1749
- Comparatio inter adscensionem Eliae et Christi cum respectu ad sacra pentaeostalia. Halle 1749
- Meditatio exegetica in Bs. 9, 5 de gaudio ex nativitate Messiae, nomine Senatus academici proposita. Halle 1751
- Commentatiuncula de Jesu filio deo per resurrectionem ex mortuis demonstrato. Halle 1754

### Als Proponent
- Johann Heinrich Michaelis: De historia linguae arabicae. Halle 1706
- Conrad Gerhard Großheim: De nominibus Christi divinam ipsius naturam designantibus. Halle 1707
- Ernst Friedrich Neubauer: De nominibus Christi humanam ipsius naturam designantibus. Halle 1707
- Christian Berlin: De Jeremia et vaticinio ejus. Halle 1707
- Johann Heinich Potkovius: De Muhammedismi laxitate morali. Halle 1707
- Ulrich S. Fiedrici: De nominibus Christi exinanitionem ipsius designibus. Halle 1711
- Heinrich Wolfgang Frantscher: De proverbiie Salomonis. Halle 1712
- Christoph Theodosius Walther: De ellipsibus Ebraeis. Halle 1724
- Sigismund Jacob Baumgarten: Diss. De Ebraea et affinibus Orientis linguis a Graeca derivandis hypothesis Hardtiana examinata. Halle 1726
- Johann Daniel Tapken: De antiquitatibus oeconomiae patriarchalis. Halle 1728 (2 Bde.)
- Ernst Friedrich Neubauer: De Salomonis ad laetitiam exhortationibus in libro Coheleth. Halle 1729
- Johann Unebel: De studio partium a sacrarum litterarum interpretatione removendo. Halle 1729
- Johann Georg zur Linden: De nominibus propriis sacris. Halle 1729
- Johann Friedrich Vetter: De poenis capitalibus in Sacra Scriptura commemoratis, ac Hebraeorum inprimis. Halle 1730, 1748
- Alexander Gottlieb Baumgarten: De notionibus superi et inferi indeque adscensus et discensus, in geographiis sacris occurrentibus. Halle 1735
- Samuel Gerlach: De objecto Paulini Seremonis ad textum problematicum Rom. VIII, 19. Halle 1738
- Johann Christian Meisner: Genesos de antiquissima Idumaeorum historia. Halle 1734
- Michael Godefredus Stein: De locorum differentia ratione anticae, posticae, dextrae, sinistrae. Halle 1735
- Johann Heinrich Leidenfrost: Nomina, numerus, deviso et ordo librorum Veteris Testamenti situntur. Halle 1743
- Christoph August Bade: De primaeva linguae Hebraeae antiquitate propabiliter disseritur. Halle 1747
- Johann Peter Huzelsieder: De modestia exegetica. Halle 1751
- Carl Gottfried Ihle: Qua nomina quaedam propria personalia Codicis S. Veteris et Novi Testamenti ex virilibus in muliebria et ex muliebribus in viilia vers, suo restituens sexui. Halle 1754
- Gottfried Ephraim Hentschel: Philogica I qua lumina Syriaca pro illustrando Hebraismo sacro exhibentur. Halle 1756
- Joachim Daniel Schleunitz: Ex Ebraea et adfinibus orentalibus linguis decerpta. Halle 1758